# Sam Raimi
Samuel M "Sam" Raimi (n. 23 octombrie 1959, Royal Oak⁠(d), Michigan, SUA) este un regizor, producător și actor de film american. S-a născut în statul Michigan. Este cunoscut ca regizorul seriilor de filme Evil Dead (trei filme în 1981, 1987 și 1992) și Spider-Man (trei filme în 2002, 2004 și 2007 cu Tobey Maguire).

## Filmografie

### Ca regizor
| An   | Film                                        | Note                  |
| ---- | ------------------------------------------- | --------------------- |
| 1977 | It's Murder!                                | Short film            |
| 1978 | Clockwork                                   | Short film            |
| 1978 | Within the Woods                            | Short film            |
| 1981 | The Evil Dead                               | Also writer/co-writer |
| 1985 | Crimewave                                   | Also writer/co-writer |
| 1987 | Evil Dead II                                | Also writer/co-writer |
| 1990 | Darkman                                     | Also writer/co-writer |
| 1992 | Army of Darkness                            | Also writer/co-writer |
| 1995 | The Quick and the Dead                      |                       |
| 1998 | A Simple Plan                               |                       |
| 1999 | For Love of the Game                        |                       |
| 2000 | The Gift                                    |                       |
| 2002 | Spider-Man                                  |                       |
| 2004 | Spider-Man 2                                |                       |
| 2007 | Spider-Man 3                                | Also co-writer        |
| 2009 | Drag Me to Hell                             | Also co-writer        |
| 2013 | Oz the Great and Powerful                   |                       |
| 2022 | Doctor Strange in the Multiverse of Madness |                       |

### Ca actor
| An   | Film                               | Rol                    | Note                               |
| ---- | ---------------------------------- | ---------------------- | ---------------------------------- |
| 1977 | It's Murder!                       | N/A                    | Short film                         |
| 1978 | Attack of the Helping Hand         | Milk Man               | Short film                         |
| 1981 | The Evil Dead                      | Hitchhiker             | Uncredited                         |
| 1982 | Cleveland Smith: Bounty Hunter     | Nazi                   | Short film                         |
| 1983 | Hefty's                            | Cook No. 2             |                                    |
| 1985 | Spies Like Us                      | Drive-in guard No. 2   |                                    |
| 1987 | Thou Shalt Not Kill... Except      | Cult leader            |                                    |
| 1988 | Maniac Cop                         | News Reporter          |                                    |
| 1989 | Intruder                           | Randy                  |                                    |
| 1990 | Miller's Crossing                  | Snickering Gunman      |                                    |
| 1990 | Maniac Cop 2                       | Newscaster             |                                    |
| 1992 | Innocent Blood                     | Roma Meats Man         |                                    |
| 1993 | Body Bags                          | Dead Bill              | TV movie                           |
| 1993 | Journey to the Center of the Earth | Collins                | TV movie                           |
| 1993 | Indian Summer                      | Stick Coder            |                                    |
| 1994 | The Hudsucker Proxy                | Hudsucker Brainstormer |                                    |
| 1994 | The Flintstones                    | Cliff Look-A-Like      |                                    |
| 1994 | The Stand                          | Bobby Terry            | TV miniseries: 1 episode           |
| 1997 | The Shining                        | Howie Langston         | TV miniseries: 1 episode           |
| 2004 | Spider-Man 2                       | University Student     | Unseen cameo; revealed in Bloopers |

### Ca producător
| An        | Film/Serial                                                          | Regizor             | Note           |
| --------- | -------------------------------------------------------------------- | ------------------- | -------------- |
| 1978      | Within the Woods                                                     | Sam Raimi           | Movie          |
| 1981      | The Evil Dead                                                        | Sam Raimi           | Movie          |
| 1989      | Easy Wheels                                                          | David O'Malley      | Movie          |
| 1989      | The Dead Next Door                                                   | J.R. Bookwalter     | Movie          |
| 1991      | Lunatics: A Love Story                                               | Josh Becker         | Movie          |
| 1993      | Hard Target                                                          | John Woo            | Movie          |
| 1994      | Timecop                                                              | Peter Hyams         | Movie          |
| 1994      | M.A.N.T.I.S.                                                         | Eric Laneuville     | Movie          |
| 1994      | Hercules and the Lost Kingdom                                        | Harley Cokeliss     | Movie          |
| 1994      | Hercules and the Circle of Fire                                      | Doug Lefler         | Movie          |
| 1994      | Hercules in the Underworld                                           | Bill L. Norton      | Movie          |
| 1994      | Hercules in the Maze of the Minotaur                                 | Josh Becker         | Movie          |
| 1994–1997 | M.A.N.T.I.S.                                                         | Various             | Serial TV      |
| 1995      | Darkman II: The Return of Durant                                     | Bradford May        | Movie          |
| 1995–1996 | American Gothic                                                      | Various             | Serial TV      |
| 1995–1999 | Hercules: The Legendary Journeys                                     | Various             | Serial TV      |
| 1995–2001 | Xena: Warrior Princess                                               | Various             | Serial TV      |
| 1996      | Darkman III: Die Darkman Die                                         | Bradford May        | Movie          |
| 1997      | Spy Game                                                             | Various             | Serial TV      |
| 1998      | Hercules and Xena – The Animated Movie: The Battle for Mount Olympus | Lynne Naylor        | Animated movie |
| 1998      | Young Hercules                                                       | T.J. Scott          | Movie          |
| 1998–1999 | Young Hercules                                                       | Various             | Serial TV      |
| 2000–2001 | Jack of All Trades                                                   | Various             | Serial TV      |
| 2000–2001 | Cleopatra 2525                                                       | Various             | Serial TV      |
| 2002      | Xena: Warrior Princess – A Friend in Need                            | Robert G. Tapert    | Movie          |
| 2004      | The Grudge                                                           | Takashi Shimizu     | Movie          |
| 2005      | Boogeyman                                                            | Stephen T. Kay      | Movie          |
| 2006      | The Grudge 2                                                         | Takashi Shimizu     | Movie          |
| 2007      | The Messengers                                                       | The Pang Brothers   | Movie          |
| 2007      | 30 Days of Night                                                     | David Slade         | Movie          |
| 2007      | Rise: Blood Hunter                                                   | Sebastian Gutierrez | Movie          |
| 2008      | Boogeyman 2                                                          | Jeff Betancourt     | Movie          |
| 2008      | Legend of the Seeker                                                 | Various             | Serial TV      |
| 2009      | Boogeyman 3                                                          | Gary Jones          | Movie          |
| 2009      | The Grudge 3                                                         | Toby Wilkins        | Movie          |
| 2009      | 13: Fear Is Real                                                     | Various             | Serial TV      |
| 2009      | Armored                                                              | Nimród Antal        | Movie          |
| 2009      | Drag Me to Hell                                                      | Sam Raimi           | Movie          |
| 2010      | Zombie Roadkill                                                      | Various             | Serial TV      |
| 2010      | Spartacus: Blood and Sand                                            | Various             | Serial TV      |
| 2011      | Spartacus: Gods of the Arena                                         | Various             | Serial TV      |
| 2011      | Priest                                                               | Scott Stewart       | Movie          |
| 2012      | The Possession                                                       | Ole Bornedal        | Movie          |
| 2012      | Spartacus: Vengeance                                                 | Various             | Serial TV      |
| 2013      | Evil Dead                                                            | Fede Alvarez        | Movie          |
| 2013      | Spartacus: War of the Damned                                         | Various             | Serial TV      |
| 2023      | Evil Dead Rise                                                       | Lee Cronin          | Movie          |
| TBA       | Poltergeist                                                          | Gil Kenan           | Movie          |
| TBA       | The Last of Us                                                       | Unknown             | Movie          |

## Premii
- Catalonian International Film Festival Prize of the International Critics' Jury 1981
- Catalonian International Film Festival Best Director Award 1990
- Catalonian International Film Festival Time-Machine Honorary Award 1992
- Brussels International Festival of Fantasy Film Golden Raven Award 1993
- Fantasporto Critics' Award 1993
- Cognac Festival du Film Policier Special Jury Prize 1999
- Saturn Award Best Director Award 2004
- Empire Award Best Director Award 2004